# Ideoblothrus pugil
Ideoblothrus pugil es una especie de arácnido del orden Pseudoscorpionida de la familia Syarinidae.

## Distribución geográfica
Se encuentra en las Islas Salomón.